# La sombra del otro
La sombra del otro (lit. A sombra do outro) é uma telenovela mexicana produzida por Julissa para a Televisa e exibida no Canal de las Estrellas entre 27 de maio e 16 de agosto de 1996.
Foi escrita por Carlos Olmos.
Foi protagonizada por Edith González e Rafael Rojas, com atuação antagônica de Alejandro Camacho e Adriana Laffán.

## Enredo
Pressionada pelo pai, Don Clemente, Lorna Madrigal fica noiva de Iván Lavarta, um prestigioso psicólogo com quem se une apenas por gratidão, pois quando criança ele a salvou de um incêndio no qual morreu a mãe de Lorna, Bernardina del Castillo. Apesar do compromisso moral, no dia do casamento ela decide não se casar com Iván. Este fato revela as verdadeiras intenções de Iván que, sob o pretexto de ser um homem focado e confiante, esconde as paixões doentias de um psicopata incapaz de controlar sua agressividade sob o efeito do álcool. 
O arquiteto Manuel de la Riva aparece na vida de Lorna, um homem casado que vive o inferno ao lado de sua esposa Betsy Corcuera, uma mulher neurótica e doentia que vai ao consultório de Iván fazer terapia. Lorna e Manuel se apaixonam, mas as intrigas de Iván impedem a felicidade do casal. Pressionada por Iván, Betsy decide acabar com sua vida se jogando da sacada de seu apartamento. Manuel, com medo de que a polícia o culpe pelo suicídio de sua esposa, foge e se refugia na casa de seu amigo Brailovsky, porém, a polícia descobre seu paradeiro. Durante a perseguição, o jipe no qual Manuel viaja às pressas cai em um barranco e explode, mas ferido e com o rosto desfigurado, consegue salvar-se.
Em seguida, Manuel faz uma cirurgia no rosto e finge ser Marcos Beltrán, parceiro de Brailovsky e que na verdade morreu no acidente tentando salvar Manuel. Agora fingindo ser seu amigo, ele volta para provar que não matou Betsy. Lorna se casa com Iván por fazer uma promessa a Don Clemente e Manuel enfrenta dois inimigos: Iván Lavarta e a sombra do que ele já foi, da mesma forma Iván enfrentará duramente com "a sombra do outro" pelo amor de Lorna.

## Produção
A três semanas de sua estreia, La sombra del otro teve o horário de exibição mudado de 20h para 18h. Isto causou uma grande polêmica e a indignação de Julissa, produtora da trama. Os executivos a informaram de que a faixa foi trocada devido à baixa audiência, a qual Julissa comprovara que não existia, pois já recebera faxes indicando a boa audiência de sua trama. Aliás, Julissa insistia que havia "mão negra" nessa história, até que graças às insistências dela e da equipe, a telenovela finalmente entrou no ar. O escritor da novela, Carlos Olmos (o mesmo que escreveu a clássica Cuna de lobos), também esteve nesse "rolo".
Mas os problemas estavam longe de acabar. Como a novela tratava de temas fortes demais pro horário das 18h, a censura mexicana tratou de agir. Os executivos da Televisa mandaram recortar a novela e sua mutilação chegou ao número de 80 capítulos de 1h (160 de 30min), fazendo com que a trama levasse ao ar apenas 60 capítulos. Os cortes provocaram a indignação não apenas de Julissa, como também a da produtora associada, Giselle González, e do ator Alejandro Camacho, que interpretara o vilão Iván Morales. A concordância foi unânime em que o recorte não foi por baixa audiência, mas pelo Canal de las Estrellas "privilegiar as histórias de Cinderelas".
Julissa pôs a culpa no gerente de programação da casa, Jorge Eduardo Murguía, a quem assegurava que pra ele "o que importava era a competência e não o que se faz na Televisa". Camacho, por sua vez, acusou Murguía de dizer que "a audiência é tonta e não entende as tramas que não sejam 'cinderelescas'". Mas livraram da culpa o dono do Grupo Televisa, Emilio Azcárraga Milmo, afirmando que este "não está a par de tudo na Televisa, mas quando acude a empresa, os executivos enchem-lhe a cabeça de minhocas".

## Elenco
- Edith González - Lorna Madrigal del Castillo
- Rafael Rojas - Manuel de la Riva / Marcos Beltrán
- Alejandro Camacho - Dr. Iván Lavarta Morales
- Lilia Aragón - Marina Morales
- Carlos Bracho - Don Clemente Madrigal
- Blanca Sánchez - Dora "Dorita" Villavicencio Vda. de Rojas / de Madrigal
- Pedro Armendáriz Jr. - Comandante Luis Tello
- José Suárez - Alberto Rojas Villavicencio
- Dacia González - Camila Corcuera
- Luis Couturier - Pierre Tavernier
- Marta Aura - Julieta Tavernier
- Jorge Antolín - Julián de la Riva
- Andrea Legarreta - María Elena "Malena" Gutiérrez
- Odiseo Bichir - Dr. Germán Pineda
- Adriana Laffán - Betsy Corcuera de De la Riva
- Manuel Gurría - Fermín Luján
- Amairani - Cora Meléndez
- Patricio Castillo - Ludwig Brailovsky
- Carmelita González - Coco de la Riva
- Dolores Beristáin - Concepción "Conchita" de la Riva
- Gustavo Negrete - César Corcuera
- Adriana Larrañaga - Sonia Escudero
- Martha Escobar - Olga Palmerín
- Rafael del Villar - Marcos Beltrán
- Susana Zabaleta - Lic. Angelina Amaral
- Mario del Río - Andrés
- Héctor Ortega - Dr. Frank Gluck
- Evangelina Sosa - Maley
- Yasser Beltrán - Yasser Labrath "El Arabito"
- Joana Brito - Consuelo
- Mariana Brito - Naty Vidal
- Manuela Imaz - Lorna Madrigal
- Alan Gutiérrez - Iván Lavarta
- Eugenia Leñero - Susy
- Luis Rábago - Pancho
- Rebeca Mankita - Cristal
- Maya Mishalska - Bernardina del Castillo de Madrigal
- Tere Mondragón - Marga
- Beatriz Monroy - Chayito
- Juan Felipe Preciado - Platón
- Verónica Langer - Fátima
- Baltazar Oviedo - Albañil
- Josefo Rodríguez - Dr. Juan Durán
- Raúl Valerio - Tiburcio
- Alejandro Ávila - Benito
- Alicia del Lago - Empleada de los Tavernier
- Fernando Robles - Mario Zamora
- Adrián Taboada - Padre Palazuelos
- Jorge Munguía - Santiago

## Exibição
Foi reprisada pelo TLNovelas entre 10 de janeiro e 1 de abril de 2011.

## Prêmios e indicações

### Prêmios TVyNovelas 1997
| Categoría               | Nominado(a)       | Resultado |
| ----------------------- | ----------------- | --------- |
| Melhor ator antagônico  | Alejandro Camacho | Indicado  |
| Melhor ator coadjuvante | Carlos Bracho     | Indicado  |